# Nanocthispa
Nanocthispa is een geslacht van kevers uit de familie bladkevers (Chrysomelidae).
De wetenschappelijke naam van het geslacht werd in 1947 gepubliceerd door Francisco de Asis Monrós & Viana.

## Soorten
- Nanocthispa atra (Weise, 1922)